# Karl Magnus (Nilsson) Kyander
Karl Magnus (Nilsson) Kyander, född 1 februari 1774 i Rantasalmi, död 21 januari 1837 i Lit i Jämtland, var en finsk officer och landsflyktig till Sverige efter finska kriget 1808–1809.

## Biografi

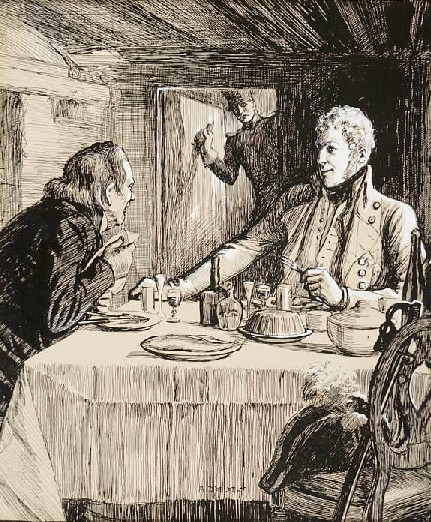
Sandels han satt i Pardala by, Åt frukost i allsköns ro - teckning av Albert Edelfelt.

Karl Magnus Kyanders föräldrar var kollegan vid Rantasalmi trivialskola Nils Kyander (1720–1791) och Märta Innonen (1762–1813). Han växte upp på herrgården Strandgård i Rantasalmi. Karl Magnus Kyander ingick äktenskap 1803 med Anna Lönnroth ( född 1782), som beviljades skilsmässa från mannen på grund av dennes “otrohet” – han hade åren omedelbart efter landsflykten 1809 till Sverige fått två döttrar utom äktenskapet med Christina Henriksdotter Mellin i jämtländska Lits socken. Hustrun och barnen vistades därefter på Strandgård. Kyander gifte sig 1823 med pigan Gunnilla Jonsdotter i Lit, Jämtland.
Karl Magnus Kyander anslöt sig först till artilleriet (1801–1802) som artillerist och därefter till Karelska lätta dragonkåren som dragon. 1808 ingick han i den samma år nybildade Savolaxbrigaden som en av Johan August Sandels underlydande militär. Med denna brigad deltog han i finska kriget 1808–1809, bland annat vid det av Johan Ludvig Runeberg i Fänrik Ståls sägner omsjungna slaget vid Virta bro. Savolaxbrigaden gjorde storartade insatser under kriget men led svåra förluster.
Han följde med Savolaxbrigaden under reträtten till Sverige och deltog därmed i Slaget vid Hörnefors i södra Västerbotten den 5 juli 1809 under Joakim Zakarias Duncker, där den ryska framryckningen slutligen stoppades. Brigaden upplöstes i januari 1810, och Karl Magnus Kyander slutade sin militära karriär som hästjägare i Jämtland. Han dog som fattig landsflyktig i Sverige, på soldattorpet Åsmundgården i Lit, Jämtland.
Karl Magnus (Nilsson) Kyander var kusin till fänriken Karl Magnus (Andersson) Kyander (1765–1838), kaptenen Johan Adolf (Andersson) Kyander (1756–1809) och hovsekreteraren Johan Henrik (Johansson) Kyander (1764–1840).